# Би Ей И Систъмс
Би Ей И Систъмс (на английски: British Aerospace Systems или съкратено BAE Systems plc) е компания за отбранителна техника на Великобритания, четвъртата по големина в световен мащаб корпорация от военната сфера (по брой на поръчки и обем на сключени договори).
Компанията е базирана във Фарнбъро, Великобритания и е един от най-големите европейски производители в сектора на военната авиация, както и производител на модела „Юрофайтър Тафун“.
Основната дейност на Би Ей И Систъмс е производството на ракетни и защитни системи за Военновъздушните и Военноморските сили, както и на системи за локализиране на обекти, прицелване и системи за разпознаване от вида „свой-чужд“.

Освен военното си производство, компанията има и малко подразделение за производство на пътнически самолети за къси разстояния, най-известен сред които е моделът BAe 146, собственик на няколко модела от които е България Ер и Хемус Ер, които са използвани изцяло за вътрешните линии София-Варна и София-Бургас.